# Sils im Engadin/Segl
Pour les articles homonymes, voir Sils.
Sils im Engadin (en allemand), officiellement Sils im Engadin/Segl ( en romanche) est une commune (Suisse) du canton des Grisons située dans la région de Maloja, en Engadine.
La commune se situe entre le lac de Sils au sud-ouest et le lac de Silvaplana au nord-est. Le lac de Sils est desservi par le plus haut service régulier de navigation d'Europe. 
Sils im Engadin regroupe les localités de Sils-Maria (romanche, allemand : Sils Maria), de Seglias et de Sils-Baselgia (allemand : Sils Baselgia) ; le Val Fex (allemand : Fextal) ; et trois Maiensässe (pâturages alpins traditionnellement utilisés pour le pâturage de printemps) : Grevasalvas, Blaunca et Buaira, au-dessus de Plaun da Lej sur le côté gauche de la vallée. Maria est une forme polie du rhéto-roman Maioria, qui signifie laiterie ou « manoir » ; Baselgia est le mot romanche pour « église » (cf. basilique). Sils Maria est une station de sports d'hiver et offre une variété d'activités sportives et récréatives ainsi que des offres culturelles.
La communauté est mixte allemande / rhéto-roman, ce qui se reflète dans le double nom. Les trois langues qui y sont parlées sont l'allemand, le romanche et l'italien. Le village de Sils-Maria, bien connu pour l'hôtel Waldhaus et le musée Nietzsche, est aussi une station de sports d'hiver avec un domaine skiable culminant à 3 300 m au Piz Corvatsch.

## Nom et armoiries
Le label officiel de la commune utilise à la fois la version allemande et la version romanche de son nom : Segl est la version romanche tandis que Sils im Engadin est la version allemande. Engadin est romanche pour « Vallée de l'Inn ( romanche : En ) », la rivière qui coule au nord-est de Maloja à travers Sils-Baselgia et finalement rejoint le Danube à Passau, en Allemagne, à la frontière germano-autrichienne.
Sils i. E se distingue de Sils im Domleschg dans un autre bassin versant suisse. Sils était à l'origine divisé en trois hameaux : Segl Baselgia, Segl Maria et Seglias.
Le blason est coupé d'azur au soleil rayonné d'or et or à la truite d'azur tachetée de gueules. Il montre une moitié supérieure bleue avec un soleil doré et une partie inférieure jaune avec une truite bleue. C'est une combinaison des armoiries historiques du village qui figure l'emplacement ensoleillé et élevé de la municipalité et le lac de Sils rempli de poissons.

## Histoire
Sils im Engadin/Segl est mentionné pour la première fois vers 800-850 sous le nom de Silles. En 1131, il est mentionné comme Sillis. Jusqu'en 1943, Sils im Engadin/Segl est connu sous le nom de Sils im Engadin.
Pendant environ trois cents ans, des ardoises de mica ont été extraites à l'arrière du Val Fex pour la construction de poêles et pour couvrir les toits des maisons, les panneaux dits Fexer. Après 1964, les installations s'arrêtèrent.
En 1552, les habitants se  sont convertis au protestantisme.

## Géographie

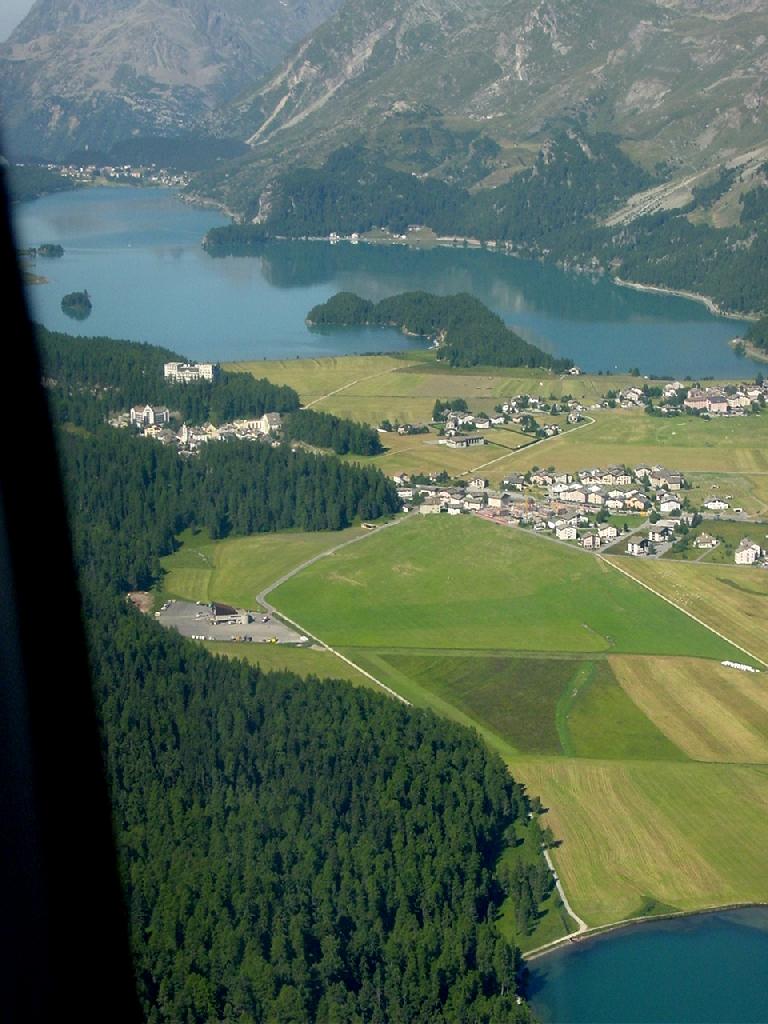
Sils-Maria et le lac de Sils.

Situé dans la vallée de la Haute-Engadine, Sils i. E./Segl se niche entre le lac de Sils et le lac de Silvaplana au pied du Piz Corvatsch et du Piz da la Margna, en contrebas du Val Fex, une vallée au sud. La municipalité appartient au district de Maloja.
Sils im Engadin/Segl a une superficie (selon l'enquête 2004/09) de 63,58 km2 : 25,9 % est agricole, tandis que 11,1 % est boisé ; 1,2 % est aménagé (bâtiments ou routes) et 61,7 % est improductif. Dans l'enquête 2004/09, 38 ha, soit environ 0,6 % de la superficie totale, était couvert de bâtiments, soit une augmentation de 5 ha depuis 1985. Au cours de la même période, le nombre d'espaces récréatifs a augmenté de 6 ha et représente maintenant environ 0,16 % de la superficie totale. 307 ha des terres agricoles sont des champs et des prairies, et 1 435 ha sont des zones de pâturage alpin. Depuis 1985, les terres agricoles ont diminué de 119 ha et les terres boisées ont augmenté de 117 ha. Les rivières et les lacs couvrent 404 ha,.
La plaine est couverte d'herbe et les pentes abruptes sont fortement boisées.

## Démographie
Sils im Engadin/Segl a une population (en date de décembre 2019) de 702 habitants. En 2014, 38,5 % de la population sont des ressortissants étrangers résidents. En 2015, 144 personnes, soit 18,9 % de la population, sont nées au Portugal, 42, soit 5,5 % de la population, en Allemagne et 63, soit 8,3 % de la population, en Italie. Le taux de natalité dans la municipalité était de 15,7 en 2014, tandis que le taux de mortalité était de 1,3 pour mille habitants.
En 2014, les enfants et les adolescents (0-19 ans) représentaient 17,3 % de la population, tandis que les adultes (20-64 ans) représentaient 65,9 % et les personnes âgées (plus de 64 ans) 16,8 %. En 2015, il y avait 299 résidents célibataires, 381 personnes mariées ou pacsées, 37 veuves ou veufs, et 44 résidents divorcés.
En 2014, il y avait 401 ménages privés avec une taille moyenne par ménage de 1,91 personne. Sur les 253 bâtiments habités en 2000, environ 34,8 % étaient des maisons unifamiliales et 36 % étaient des habitations multifamiliales. De plus, environ 32 % des bâtiments ont été construits avant 1919, tandis que 7,5 % ont été construits entre 1991 et 2000. En 2013, le taux de construction de nouveaux logements pour 1 000 habitants était de 26,46. Le taux de vacance de la commune, en 2015, était de 1,2 %.

L'évolution de la population est donnée dans le graphique suivant : 

Photo aérienne prise à 1900 m par Walter Mittelholzer (1927)

## Langues
En 2000, la plupart de la population parle allemand (59,4 %), l'italien étant la deuxième langue la plus répandue (15,4 %) et le romanche la troisième (12,0 %). Au XIXe siècle, toute la population parlait une langue rhéto-romane de Haute-Engadine, le Putèr ou haut-engadinois. En raison de l'augmentation du commerce avec le monde extérieur, l'usage du romanche a commencé à décliner. Dès 1880, il y eut une importante minorité germanophone. En 1880, environ 68 % parlaient le romanche comme première langue, alors qu'en 1910, il n'était que de 56 % et en 1941, 61,5 %. Dans les années 1960, l'allemand est devenu la langue majoritaire. Cependant, en 2000, 33 % de la population comprenait, à minima, le romanche. 

## Politique
Aux élections fédérales suisses de 2015, le parti le plus populaire était le Parti libéral-radical (FDP) avec 28,5 % des voix. Les trois autres partis les plus populaires étaient le BDP (24,0 %), l'Union démocratique du centre (SVP) (18,5 %) et le Parti socialiste suisse (SP) (16,9 %). Aux élections fédérales, un total de 169 votes ont été exprimés et le taux de participation électorale était de 40,6 %.
Aux élections fédérales suisses de 2007, le parti le plus populaire était l'Union démocratique du centre (UDC) qui a obtenu 34,6 % des voix. Les trois autres partis les plus populaires étaient le SP (29,3 %), le FDP (26,6 %) et le Parti démocrate-chrétien (Suisse) (CVP)(7,2 %).

## Éducation
Environ 70,6 % de la population (entre 25 et 64 ans) ont terminé soit l'enseignement secondaire supérieur non obligatoire, soit l'enseignement supérieur complémentaire (soit une université, soit une haute école spécialisée, une Fachhochschule).

## Économie et tourisme

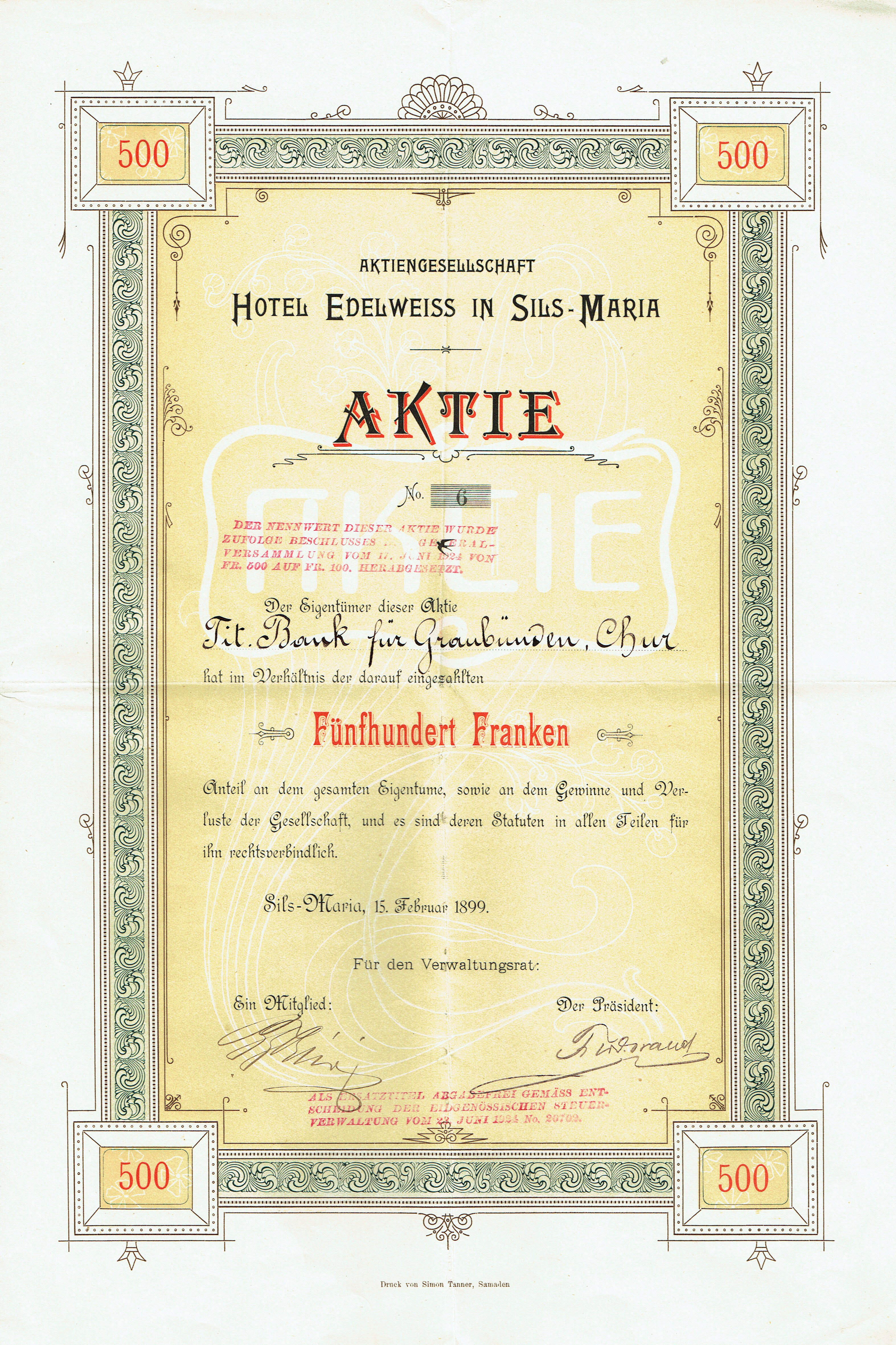
Action nominative de l'AG Hotel Edelweiss à Sils-Maria, 15. Février 1899.

Sils im Engadin/Segl est classée comme communauté touristique.
En 2014, il y avait un total de 955 personnes employées dans la municipalité. Parmi celles-ci, 24 personnes au total travaillaient dans 8 entreprises du secteur économique primaire. Le secteur secondaire employait 132 travailleurs dans 18 entreprises distinctes, dont 5 étaient de petites entreprises avec un total de 94 employés. Enfin, le secteur tertiaire fournissait 799 emplois dans 85 entreprises. Il y avait 14 petites entreprises avec un total de 338 employés et deux moyennes entreprises avec un total de 201 employés. En 2014, 26,5 % de la population bénéficiait de l'aide sociale. 
Au deuxième trimestre 2016, 251 travailleurs en moyenne ont fait la navette depuis l'étranger pour travailler dans la commune, ce qui représente une large minorité des salariés.
Le tourisme est un facteur économique essentiel dans la commune. La montagne locale de Sils est le Furtschellas ; c'est un domaine de randonnée en été et un domaine de ski alpin en hiver. Le Val Fex, sans voiture, est desservi par un bus hippomobile agréé. La vallée du Fex et la plaine lacustre sont utilisées pour des randonnées faciles en été et pour le ski de fond en hiver. Le Marathon de l'Engadine traverse les lacs gelés.
L'hôtel Waldhaus, qui a ouvert ses portes en 1908, est l'un des rares hôtels cinq étoiles en Suisse à appartenir à la même famille depuis son ouverture. Il a été en grande partie conservé dans son état d'origine, tant à l'intérieur qu'à l'extérieur. Un certain nombre de personnalités connues y ont séjourné.
À côté du musée Nietzsche se trouve l'hôtel quatre étoiles Edelweiss, construit en 1876, avec une salle classée Art nouveau. Dans l'hôtel ont lieu des concerts, des lectures, des dîners de thriller policier et des dîners-concert.
En 2015, les hôtels locaux ont totalisé 196 257 nuitées, dont 37,6 % de visiteurs internationaux.
Déjà au début du Moyen Âge, il semblerait que le lac de Sils, le plus grand des lacs de l'Engadine, ait été exploité pour la pêche. L'industrie de la pêche commerciale a prospéré pendant des centaines d'années, fournissant à l'origine aux agriculteurs et aux évêques des truites. 
Dans le cadre du Programme sur le patrimoine mondial et le tourisme de l’UNESCO, une réunion d’experts se tient du 18 au 22 octobre 2011, avec le soutien du gouvernement suisse. Plus de 40 experts de 23 pays définissent la stratégie, des objectifs et des activités par priorités. Le projet de programme est présenté pour consultations aux États parties dès février 2012. 

## Transport

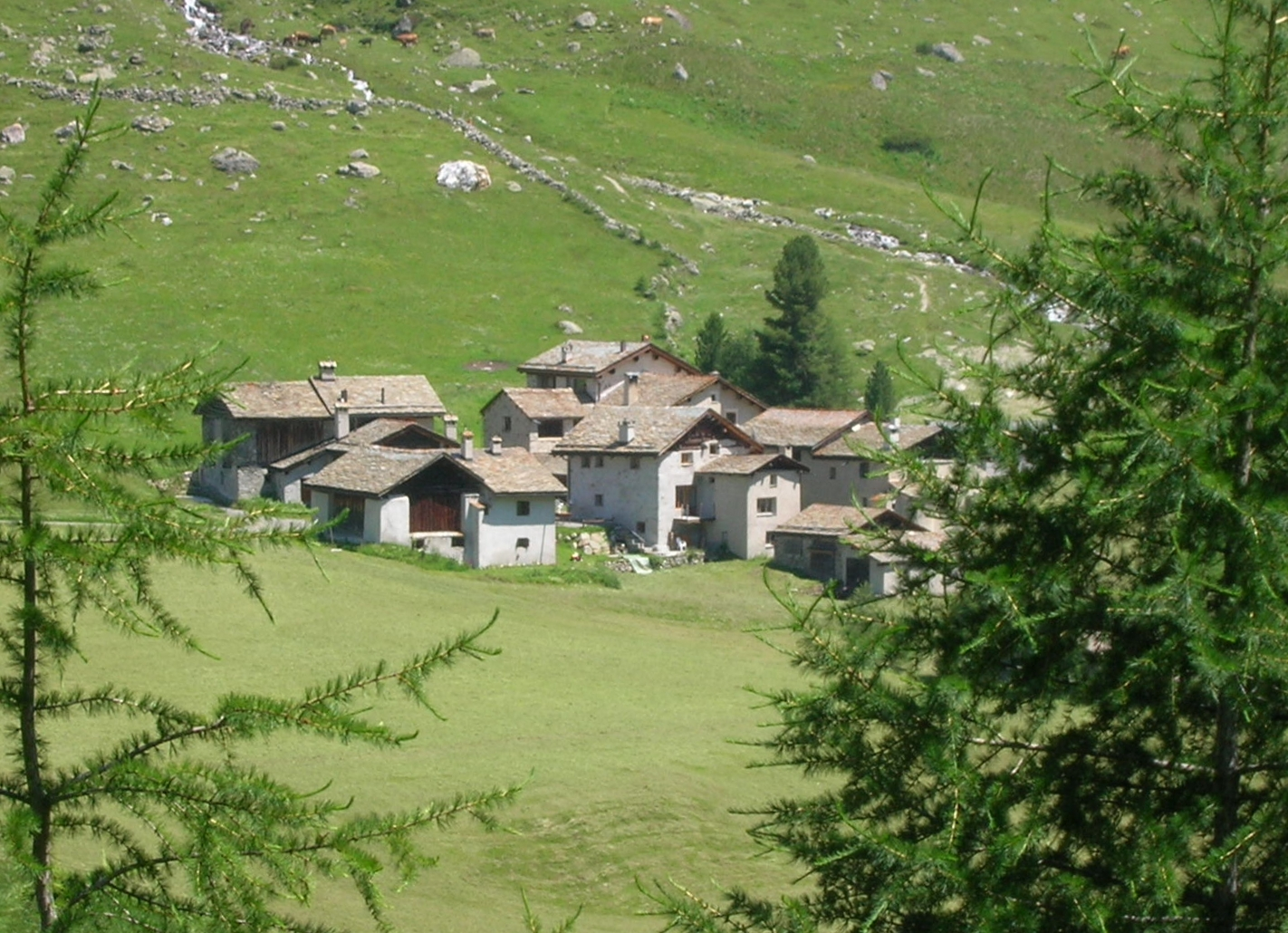
Platta, dans le Val Fex.

Le Val Fex est officiellement interdit aux voitures, sauf pour les habitants de la vallée. Le téléphérique de Furtschellas commence près du village et mène à de nombreuses pistes de ski et, en été, à des sentiers au-dessus de la limite des arbres.
Sils se trouve à un kilomètre au sud de l'axe de circulation nord-sud Julierpass — Silvaplana — Malojapass. Sils est bien desservi par les transports publics au moyen de liaisons de bus en direction de Saint-Moritz ou Chiavenna.

## Climat
Sils-Segl Maria présente un climat subarctique froid (Dfc) selon la classification de Köppen.
La température moyenne annuelle est de 2,2 °C, avec -6,8° en janvier, le mois le plus froid, et 11,5° en juillet le mois le plus chaud. En moyenne, il y a environ 210 jours de gel et 71 jours de glace. Aucune journée chaude n'a été enregistrée dans la période 1980-2010. La station météo de MétéoSuisse est à l'altitude de 1 804 m.

## Personnalités

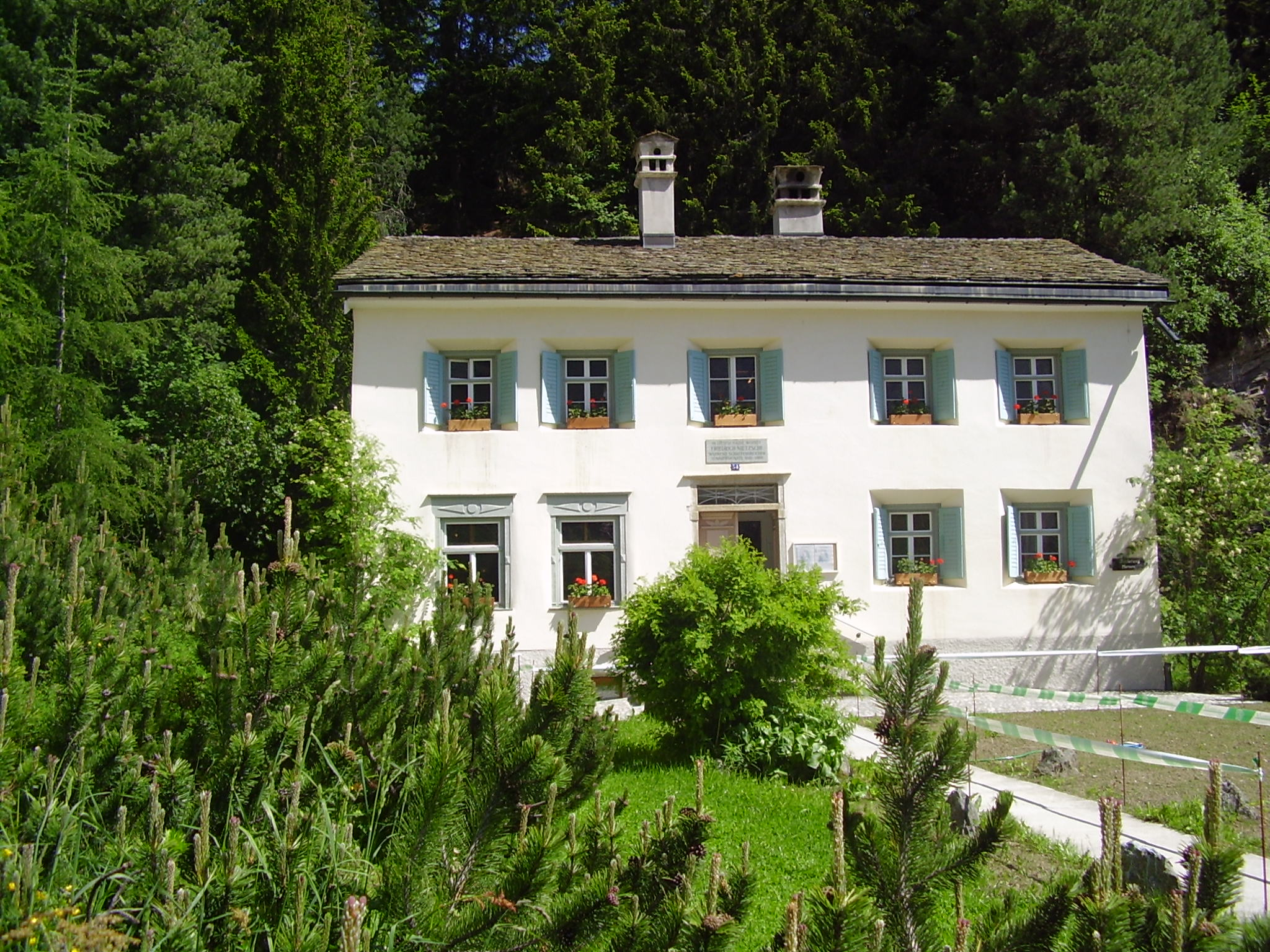
Musée Nietzsche.

L'emplacement et le climat ont attiré de nombreuses personnalités de premier plan. Hermann Hesse aimait être ici et surtout Friedrich Nietzsche, qui passa sept étés à Sils Maria entre 1881 et 1888 (à l'exception de 1882) et y créa certaines de ses œuvres les plus importantes, propageant la réputation du lieu et du lac partout dans le monde. La Nietzsche-Haus, à Sils Maria, dans laquelle Nietzsche a séjourné dans les plus simples conditions, conserve son souvenir et est maintenant un petit musée et un centre de recherche.
De nombreuses personnalités connues ont séjourné à l'hôtel Waldhaus. Anne Frank passa les vacances d'été en 1935 et 1936 avec sa riche tante parisienne Olga Spitzer dans leur propriété non loin de l'hôtel. Un mémorial a été érigé devant la « Villa Spitzer » (« Villa Laret ») à sa mémoire sur une initiative privée.
Le peintre Andrea Robbi est venu de Sils et a passé une grande partie de sa vie tragique dans sa maison sur la place à côté de la poste. Le secrétaire d'État américain Fred Iklé est né en 1924 dans le Val Fex. L'écrivain, journaliste, photographe et amie de la famille Mann, Annemarie Schwarzenbach a loué la maison Jäger à Sils Baselgia à partir de 1934 et y est mort en 1942 des suites d'un accident de vélo. L'agronome Andrea Sciuchetti est né à Sils ; il a été directeur de l'école agricole Plantahof et président de l'Association Suisse Brune.
L'hôtel Waldhaus a donné le ton sur la scène musicale : des chefs d'orchestre célèbres tels que Bruno Walter, Otto Klemperer et Georg Solti y ont séjourné pour se reposer entre concerts et tournées. Si le chef d'orchestre et directeur musical Claudio Abbado passait de nombreuses vacances dans le Val Fex, on le retrouvait souvent au Waldhaus, où il s'entraînait au piano à queue. Des pianistes célèbres tels que Wilhelm Backhaus, Clara Haskil, Wilhelm Kempf et Dinu Lipatti y ont aussi joué. Des compositeurs tels que Richard Strauss et Arthur Honegger ont séjourné l'été au Waldhaus. Rod Stewart et David Bowie sont aussi venus en vacances à Sils. Claudio Abbado a été enterré au cimetière de Crasta dans le Val Fex en 2014.
Attilio Bivetti (né 1947 à Vicosoprano), pendant 30 ans, à partir de 1974, a travaillé comme vétérinaire en Haute-Engadine et dans le Val Bregaglia. De 1994 à 2008, il a été maire de Sils et est écrivain.
Parmi les autres visiteurs de Sils figurent Max Liebermann, Oskar Kokoschka, Emil Nolde, Max Ernst et Marc Chagall. Joseph Beuys et Gerhard Richter ont également suivi les traces de Nietzsche. Alors que Beuys a conçu une carte postale avec le slogan « La Rivoluzione Siamo Noi » (1970), Richter y a écrit son unique livre intitulé Sils (1992). Le bar à vin « vis-à-vis » et la Chesa Marchetta sur la place du village sont représentées dans les tableaux de Marc Chagall. L'Alpenrose, le premier hôtel de Sils, a accueilli des invités dont l'éditeur de guides de voyage Baedeker et le philosophe Karl Jaspers. La liste des invités du Parkhotel Margna de style palazzo à Sils Baselgia comprend Rainer Maria Rilke, Arthur Schnitzler, Max Frisch, Carl Zuckmayer et le metteur en scène Kurt Hirschfeld.

## Curiosités
- L'église réformée de Sils-Maria, l'église réformée de Sils-Baselgia et l'église paroissiale catholique romaine sont inscrites aux monuments historiques.
- Chesa Curtin[24]
- Musée Nietzsche[25]
- La « Pierre de Nietzsche », à la pointe sud de la presqu'île de Chasté, marque l'endroit préféré du philosophe[22].

## Cinéma
La région est le décor d'une grande partie du film Clouds of Sils Maria (2014), écrit et réalisé par Olivier Assayas, avec en vedette Juliette Binoche, Kristen Stewart et Chloë Grace Moretz.
Une partie de Coda (2019), avec Patrick Stewart, y a également été tournée, à la campagne et à l'hôtel Waldhaus.